# AMD Phenom II
Phenom II是AMD生產的45奈米制程多核心處理器的一個家族，是原Phenom處理器的後繼者。Phenom II的Socket AM2+版本於2008年12月推出，而支援DDR3記憶體的Socket AM3版本則於2009年2月9日推出，分三核心和四核心形號，而雙處理器系統需要Socket F+接口用於Quad FX平台。Phenom II X4核心代號為Deneb，並由之前的Shanghai核心修改而來。因為使用45nm製程除了時脈可以再提高外，Phenom II 的TDP也更低，同時有很大的超頻空間。
Phenom II是AMD的Dragon平台構成部分之一，該平台包括AMD 700 晶片組系列和Radeon HD 4800系列顯示卡。

## 特點
Phenom II的L3快取記憶體的容量是上一代的三倍，由Phenom的2MB提升至6MB， 此改進令到處理器在標準檢查程式中的成績提升了30%。 另一個改變是Cool'n'Quiet技術是同時間應用在整個處理器上，而不是上一代Phenom般，是應用在個別核心上。這一個轉變是針對著Windows Vista而來。由於Vista對於程式線程的錯誤管理，只支援單執行緒的程式會運行在頻率只有半速的核心上。
透過主機板的BIOS升級，Socket AM3版本的Phenom II是可以向後兼容Socket AM2+。Phenom II的針腳相容性，使到AM3的記憶體控制器可以支援DDR2和DDR3記憶體(最高支援DDR3-1333)，現有的AM2+主板使用者可以直接升級使用Phenom II處理器，而無需更換主板和記憶體。但是，與原Phenom管理DDR2-1066記憶體的方法相似，現時的Phenom II平台限制了DDR3-1333的使用。每一個通道記憶體只可以支援一DIMM的DDR3-1333。否則，記憶體會降頻至DDR3-1066運行。 AMD稱這是BIOS的問題，而不是處理器內的記憶體控制器的問題。這個問題可以透過升級BIOS來修正。由於Phenom II的記憶體控制器是支援雙規格，所以主板製造商和用家可以將DDR2用於AM3處理器上，從而降低組機的成本。而Intel的Core i7，就只能使用DDR3。
從AM3版本的Phenom II開始，基於同一款晶片的三個產品系列會同時發售。第一個系列是旗艦級，代表著擁有最佳性能。另外兩個系列是透過屏蔽核心的某些元件而達成。在製造處理器的時候，不免會有瑕疵。透過屏蔽核心的瑕疵的，就可以製造另一較低端形號的產品。
在2010年4月26日開始正式出售Phenom II x6 處理器，以平價方式對抗對手i5及i7級產品。
- 1000T系列：旗艦產品，原生六核和高達9MB的快取記憶體。
- 900T系列：透過屏蔽2個核心使之只有4個核心(市場上稱為“X4”，與“X6”之對比)，和L3快取記憶體。
- 900系列：擁有所有核心和L3快取記憶體。
- 800系列：屏蔽了2MB快取記憶體，核心只擁有4MB的L3快取記憶體。但核心數量沒有改變，維持4個。
- 700系列：透過屏蔽1個核心使之只有3個核心(市場上稱為“X3”，與“X4”之對比)，但是L3快取記憶體仍然維持6MB。
- 500系列：透過屏蔽2個核心使之只有2個核心(市場上稱為“X2”，與“X3”或“X4”之對比)，但是L3快取記憶體仍然維持6MB。

## 超頻
Phenom II是AMD第一個修正“cold bug”問題的處理器系列。“cold bug”是一個物理現象，當溫度低於某個程度時，處理器會停止運作。這樣會令到使用乾冰或者液氮等“極端”冷卻方法失效。如果“cold bug”的影響能夠減低，此處理器可以超頻至更高程度。

## 核心

### Thuban
- 6個AMD K10核心
- 45 nm SOI with Immersion Lithography and Low-k insulator
- L1 快取記憶體: 每一個核心64 kB + 64 kB (data + instructions)
- L2 快取記憶體: 每一個核心擁有全速512 kB
- L3 快取記憶體: 所有核心共享6 MB
- 記憶體控制器: 雙通道DDR2-1066 MHz (AM2+)，雙通道DDR3-1600 (AM3) with unganging option
- MMX，擴充3DNow!，SSE，SSE2，SSE3，SSE4a， AMD64，Cool'n'Quiet，NX bit， AMD-V
- Turbo Core
- Socket AM2+, Socket AM3
- HyperTransport 頻率 2000 MHz
- 核心面積: 346 mm²
- 功耗 (TDP): 95 W或125 W
- 製程 
  - 2010年4月27日 （E0步進）
- 核心頻率: 2600至3300 MHz (最高可自動加速至3100~3700 MHz)
- 型號: Phenom II X6 1035T to 1100T

### Zosma
- 4個AMD K10核心
- 45 nm SOI with Immersion Lithography and Low-k insulator
- L1 快取記憶體: 每一個核心64 kB + 64 kB (data + instructions)
- L2 快取記憶體: 每一個核心擁有全速512 kB
- L3 快取記憶體: 所有核心共享6 MB
- 記憶體控制器: 雙通道DDR2-1066 MHz (AM2+)，雙通道DDR3-1333 (AM3) with unganging option
- MMX，擴充3DNow!，SSE，SSE2，SSE3，SSE4a， AMD64，Cool'n'Quiet，NX bit， AMD-V
- Turbo Core
- Socket AM2+, Socket AM3
- HyperTransport 頻率 2000 MHz
- 功耗 (TDP): 95 W
- 製程 
  - 2010年第三季 （E0步進）
- 核心頻率: 3000 MHz (最高可自動加速至3400 MHz)
- 型號: Phenom II X4 960T、Phenom II X4 970T、Phenom II X4 840T、Athlon II X4 640T

### Deneb
- 4個AMD K10核心
- 45 nm SOI with Immersion Lithography and Low-k insulator
- L1 快取記憶體: 每一個核心64 kB + 64 kB (data + instructions)
- L2 快取記憶體: 每一個核心擁有全速512 kB
- L3 快取記憶體: 所有核心共享6 MB
- 記憶體控制器: 雙通道DDR2-1066 MHz (AM2+)，雙通道DDR3-1333 (AM3) with unganging option
- MMX，擴充3DNow!，SSE，SSE2，SSE3，SSE4a， AMD64，Cool'n'Quiet，NX bit， AMD-V
- Socket AM2+， Socket AM3
- HyperTransport頻率從 1800至2000 MHz
- 核心面積: 258 mm²
- 功耗 (TDP): 65 W，95 W，125 W或140 W
- 製程
  - 2009年1月8日 (C2步進)
  - 2009年11月31日 (C3步進)
- 核心頻率: 2500至3700 MHz
- 型號: 
  - Phenom II X4 805 to 980
  - Phenom II X4 B93 to B97 (商用版)

### Heka
- 3個AMD K10核心，透過屏蔽原4核心的其中一個而取得。
- 45 nm SOI with Immersion Lithography and Low-k insulator
- L1 快取記憶體: 每一個核心64 kB + 64 kB (data + instructions)
- L2 快取記憶體: 每一個核心擁有全速512 kB
- L3 快取記憶體: 所有核心共享6 MB
- 記憶體控制器: 雙通道DDR2-1066 MHz (AM2+)，雙通道DDR3-1333 (AM3) with unganging option
- MMX，擴充3DNow!，SSE，SSE2，SSE3，SSE4a， AMD64，Cool'n'Quiet，NX bit， AMD-V
- Socket AM3
- HyperTransport頻率2000 MHz
- 功耗 (TDP): 95 W
- 製程 
  - 2009年2月9日 (C2步進)
  - 2010年第2季  (C3步進) 迄今僅有B77
- 核心頻率: 2600至3200 MHz
- 型號: 
  - Phenom II X3 710 to 740
  - Phenom II X3 B73 to B77 (商用版)

### Callisto
- 2個AMD K10核心，透過屏蔽原4核心的其中2個而取得。
- 45 nm SOI with Immersion Lithography and Low-k insulator
- L1 快取記憶體: 每一個核心64 kB + 64 kB (data + instructions)
- L2 快取記憶體: 每一個核心擁有全速512 kB
- L3 快取記憶體: 所有核心共享6 MB
- 記憶體控制器: 雙通道DDR2-1066 MHz (AM2+)，雙通道DDR3-1333 (AM3) with unganging option
- MMX，擴充3DNow!，SSE，SSE2，SSE3，SSE4a， AMD64，Cool'n'Quiet，NX bit，AMD-V
- Socket AM3
- HyperTransport頻率2000 MHz
- 功耗 (TDP): 80 W
- 製程 
  - 2009年6月1日 (C2步進)
  - 2009年11月4日 (C3步進)
- 核心頻率: 3000至3500 MHz
- 型號: 
  - Phenom II X2 511 (HDX511OCK23GM，規格同Athlon II X2 270)
  - Phenom II X2 545 to 570
  - Phenom II X2 B53 to B59 (商用版)